# Фудбалско хулиганство
Хулиганство у фудбалу или фудбалско хулиганство  је неуредно, насилно или деструктивно понашање које гледаоци врше на фудбалским догађајима у земљи и иностранству. Фудбалски хулиганизам обично укључује сукоб између група, на енглеском језику познатог као фудбалске фирме (изведене из британског сленга због криминалне банде), формиране ради застрашивања и напада присталица других тимова. Остали изрази на енглеском језику који се обично користе у вези са хулиганим фирмама укључују "војску", "дечаке", "тела", "повремени" и "посаду". Одређени клубови имају дугогодишње ривалство са другим клубовима и хулиганство везано за утакмице између њих (које се понекад називају и локални дербији) вероватно ће бити озбиљније.
Сукоб се може догодити пре, током или након меча. Учесници често бирају локације удаљене од стадиона како би избегли хапшење од стране полиције, али сукоб може избити и спонтано унутар стадиона или у околним улицама. У екстремним случајевима, хулигани, полиција и пролазници могу да настрадају, а оклопна полиција интервенише сузавцем, полицијским псима, оклопним возилима и воденим топовима. Насиље предвођено хулиганом названо је „аггро“ (укратко „агресија“) и „боввер“ (Кокнијев изговор „гњавити“, тј. Невоље).
Хулигани који имају времена и новца могу да прате репрезентације на гостујућим утакмицама и учествују у хулиганом понашању против хулигана домаћег тима. Такође се могу укључити у неред који укључује све ширу јавност. Док фирме на националном нивоу не постоје у облику фирми на нивоу клуба, хулигани који подржавају национални тим могу користити заједничко име које указује на њихову оданост.

## Понашање
Фудбалски хулиганизам укључује широк спектар понашања, укључујући:
- подругљивање
- пљување
- наоружане борбе
- бацање предмета на терен, било да се покуша наштетити играчима и званичницима или као гест увреде
- бацање предмета на супротстављене присталице, укључујући камење, циглу, кованице, бакље и Молотовљеве коктеле[3]
- борба оружјем укључујући спортске палице, стаклене флаше, камење, арматуру, ножеве, мачете и ватрено оружје
- некултурно понашање масе као што је гурање, што може довести до урушавања застоја на стадиону

- На неким местима постоји вандализам у облику графита који се користи за промоцију фудбалских тимова, посебно у дерби градовима.